# Скот Мактоминей
Скот Мактоминей (на английски: Scott McTominay) е шотландски футболист, играещ като халф за Наполи и националният отбор на Шотландия.
Като малък Мактоминей играе в младежката школа на отбора като преминава в мъжкия състав през 2017 година. Има над 200 мача за отбора и спечелена Купа на лигата.
Мактоминей е роден в Англия, но играе за Шотландия поради факта, че баща му е от Хелънсбърг. Прави дебюта си за националния отбор през 2008 и участва на европейското първенство през 2020 година.

## Успехи
Манчестър Юнайтед
- Купа на футболната лига: 2022/23[1]
- ФА Къп: 2023/24
- ФА Къп финалист: 2017/18;[2] 2022/23[3]
- Лига Европа финалист: 2020/21[4]

Наполи
- Серия А: 2024/25

Индивидуални
- Отбор на сезона в Лига Европа: 2020/21[5]
- Серия А играч на месеца: Април 2025